# Dominykas Barauskas
Dominykas Barauskas (ur. 18 kwietnia 1997 w Wilnie) – litewski piłkarz występujący na pozycji obrońcy w reprezentacji Litwy.  Jest piłkarzem lewonożnym. 
Jego wzrost wynosi 188 cm.

## Kariera piłkarska

### Kariera juniorska
Swoją karierę jako junior zaczynał w wileńskim FM Atletis.

### Kariera klubowa

#### FK Žalgiris Wilno i Stumbras Kowno
W 2013 roku dołączył do FK Žalgiris Wilno. Debiut w klubie zaliczył 5 maja 2015 roku w wygranym 0:2 meczu półfinałowym Pucharu Litwy z Spyris Kowno. W rozgrywkach A lygi zadebiutował 25 lipca 2015 roku w wygranym 1:2 meczu z Klaipėdos Granitas. W sezonie 2014/15, 2015/2016 i 2016 wraz z drużyną zdobył puchar kraju. W sezonie 2016 zdobył też mistrzostwo Litwy.
2 lutego 2017 roku został wypożyczony do klubu Stumbras Kowno. W klubie zadebiutował 29 kwietnia 2017 roku w zremisowanym 1:1 meczu A lygi z FK Riteriai. Pierwszą bramkę w seniorskiej karierze zdobył 4 listopada 2017 roku w wygranym 3:0 meczu Pucharu Litwy z drużyną Banga Gorżdy. Na wypożyczeniu w klubie z Kowna zdobył w 2017 roku puchar kraju.
W 2018 roku wrócił do Žalgirisa. Po powrocie nabawił się kontuzji. 

#### Sūduva Mariampol
Pod koniec 2018 roku podpisał dwuletni kontrakt z Sūduvą Mariampol. Debiut w klubie zanotował 3 marca 2019 roku w meczu A lygi z FK Riteriai wygranym 2:1. 20 czerwca 2019 roku poinformowano, że jego kontrakt został rozwiązany za zgodą obu stron.  

#### FK Riteriai
3 lipca 2019 roku poinformowano, że zawodnik podpisał kontrakt z FK Riteriai. W klubie zadebiutował 3 sierpnia 2019 roku w wygranym 1:0 meczu Pucharu Litwy z FK Palanga. Pierwszego gola dla drużyny zdobył 1 sierpnia 2020 roku w zremisowanym 1:1 meczu z klubem Banga Gorżdy.

#### Stal Mielec
11 czerwca 2022 roku poinformowano, że Barauskas zostanie zawodnikiem Stali Mielec. Kontrakt podpisał na sezon z opcją przedłużenia na następny.

#### Górnik Łęczna
W lipca 2024 został zawodnikiem Górnika Łęczna.

### Kariera reprezentacyjna
Występował w reprezentacji Litwy U-17, U-19 i U-21. W pierwszej reprezentacji kraju zadebiutował w zremisowanym meczu towarzyskim z Kuwejtem, który rozegrano 15 listopada 2021 roku.

## Życie prywatne
Jest bratem Žygimantasa, piłkarza grającego w wileńskim klubie Panerys.